# Nijmegen Eendracht Combinatie 2015-2016
Questa voce raccoglie le informazioni riguardanti il Nijmegen Eendracht Combinatie nelle competizioni ufficiali della stagione 2015-2016.

## Rosa
| N. |                                 | Ruolo | Calciatore       |
| -- | ------------------------------- | ----- | ---------------- |
| 2  | Germania (bandiera)             | D     | Marcel Appiah    |
| 3  | Bosnia ed Erzegovina (bandiera) | D     | Dario Đumić      |
| 4  | Polonia (bandiera)              | D     | Wojciech Golla   |
| 5  | Belgio (bandiera)               | D     | Bart Buysse      |
| 6  | Svezia (bandiera)               | D     | Mikael Dyrestam  |
| 7  | Svezia (bandiera)               | A     | Sam Lundholm     |
| 8  | Paesi Bassi (bandiera)          | C     | Gregor Breinburg |
| 9  | Paesi Bassi (bandiera)          | A     | Joey Sleegers    |
| 10 | Belgio (bandiera)               | A     | Anthony Limbombe |
| 11 | Venezuela (bandiera)            | A     | Christian Santos |
| 15 | Paesi Bassi (bandiera)          | D     | Lucas Woudenberg |
| 16 | Inghilterra (bandiera)          | D     | Todd Kane        |

| N. |                        | Ruolo | Calciatore           |
| -- | ---------------------- | ----- | -------------------- |
| 17 | Romania (bandiera)     | A     | Mihai Roman          |
| 19 | Portogallo (bandiera)  | C     | Janio Bikel          |
| 20 | Paesi Bassi (bandiera) | A     | Mohamed Rayhi        |
| 22 | Paesi Bassi (bandiera) | P     | Joshua Smits         |
| 23 | Paesi Bassi (bandiera) | A     | Cihat Çelik          |
| 24 | Austria (bandiera)     | C     | Marcel Ritzmaier     |
| 25 | Paesi Bassi (bandiera) | C     | Navarone Foor        |
| 26 | Paesi Bassi (bandiera) | P     | Marco van Duin       |
| 30 | Australia (bandiera)   | P     | Brad Jones           |
| 31 | Paesi Bassi (bandiera) | A     | Jay-Roy Grot         |
| 37 | Paesi Bassi (bandiera) | D     | Jeffrey Leiwakabessy |